# 天野元明
天野 元明（あまの もとあき）は、戦国時代から江戸時代初期にかけての武将。毛利氏の家臣。

## 出自
安芸天野氏は、藤原南家工藤氏の一族で安芸国に下向し国人化したもので、元明の系統は天野政貞から始まる金明山天野氏にあたる。同じく安芸の国人である天野興次・天野興定・天野元定の一族の系統は生城山天野氏である。

## 略歴
天野隆重の長男として生まれる。毛利氏配下の国人として、父・隆重と共に中国地方の各地を転戦した。
天正2年（1574年）10月、備中の三村元親が毛利氏に反旗を翻し備中兵乱が始まると、同年閏11月初めに毛利輝元と小早川隆景が吉田郡山城から備中国へ出陣し、元明も従軍した。同年12月26日に三村政親が守る備中西部の国吉城を毛利軍が包囲し攻撃を開始すると、敵わないと見た三村政親はしきりに降伏を申し出たが、小早川隆景は備中攻めの初戦であるため城兵は悉く討ち果たすべしと主張して降伏を認めず、国吉城への攻撃を続行。12月30日に三村政親が密かに国吉城を脱出したが、翌日の天正3年（1575年）1月1日に国吉城は陥落した。この時毛利軍が討ち取った敵兵はほぼ全滅にあたる305人に及んでいるが、その内の26人を元明の軍が討ち取っている。
相婿でもある吉川元春に従って尼子氏との戦いで活躍し、天正6年（1578年）の上月城の戦いにも参戦した。この戦いで降伏した山中幸盛の身柄を安芸国へ護送するように命じられたが、護送中に福間元明と天野氏家臣の井上新左衛門尉に命じて備中国賀陽郡の高梁川の阿井の渡しにおいて山中幸盛を殺害した。これは吉川元春もしくは毛利輝元の指示であったとされる。
天正10年（1582年）の備中高松城の戦いでは、毛利氏からの援軍として従軍し、備中高松城の北方に在陣した宇喜多軍に対する第一陣として三吉氏と共に元明が陣を置いている。
慶長5年（1600年）の関ヶ原の戦いで西軍が敗北した後、毛利氏の長門国と周防国への減封に伴って長門国萩に移り住んだが、間もなく死去したとされる。
元明には嗣子がいなかったため、家督は弟の元信が継いだが、慶長10年（1605年）の五郎太石事件において、萩城築城の遅れを理由に岳父の熊谷元直らと共に粛清された。